# Гроссгохштеттен
Гроссгохштеттен (нім. Grosshöchstetten) — громада  в Швейцарії в кантоні Берн, адміністративний округ Берн-Міттельланд.

## Географія
Громада розташована на відстані близько 16 км на схід від Берна.
Гроссгохштеттен має площу 6,9 км², з яких на 17,1% дозволяється будівництво (житлове та будівництво доріг), 63,6% використовуються в сільськогосподарських цілях, 19,3% зайнято лісами, 0% не є продуктивними (річки, льодовики або гори).

## Демографія
2019 року в громаді мешкало 4151 особа (+5,4% порівняно з 2010 роком), іноземців було 8,9%. Густота населення становила 599 осіб/км².
За віковим діапазоном населення розподілялося таким чином: 19,8% — особи молодші 20 років, 56,7% — особи у віці 20—64 років, 23,5% — особи у віці 65 років та старші. Було 1843 помешкань (у середньому 2,2 особи в помешканні).
Із загальної кількості 1701 працюючого 85 було зайнятих в первинному секторі, 401 — в обробній промисловості, 1215 — в галузі послуг.